# Лармор, Джозеф
Сэр Джо́зеф Ла́рмор (англ. Sir Joseph Larmor; 11 июля 1857, Северная Ирландия — 19 мая 1942) — ирландский физик-теоретик и математик, профессор Кембриджского университета. Член Королевского общества (1892), почётный член Эдинбургского королевского общества (1910), иностранный член Национальной академии наук США, член-корреспондент Французской академии наук, член Академии деи Линчеи.
Работы относятся к электродинамике движущихся тел, термодинамике, магнетизму, изучению структуры атома, математической физике. Принимал участие (наряду с Лоренцем) в разработке электронной теории. Его монография «Эфир и материя» (1900) сыграла значительную роль в развитии электродинамики. Работы Лармора, хотя и уходят корнями в классическую физику, в конечном итоге способствовали её пересмотру, возникновению теории относительности и квантовой механики.
Наиболее известен тем, что первым опубликовал (в 1900 году) в законченном виде релятивистские преобразования пространства и времени, относительно которых уравнения Максвелла сохраняют свой вид, а также релятивистскую формулу сложения скоростей. Впоследствии, по предложению Анри Пуанкаре, эти  формулы получили название «преобразования Лоренца» (Лоренц ранее опубликовал неточный, приближённый вариант этих преобразований); они позволили Пуанкаре и Эйнштейну обосновать универсальный «принцип относительности», охватывающий также и электромагнитные явления.

## Биография
Джозеф Лармор родился 11 июля 1857 года в графстве Антрим (Северная Ирландия) в семье зажиточного коммерсанта Хью Лармора из Белфаста, и его жены Анны Райт. Около 1860 года семья переехала в Белфаст, где Джозеф получил образование в Королевском академическом институте Белфаста, а затем изучал математику и естественные науки в Королевском колледже. Затем он продолжил обучение в кембриджском колледже Святого Иоанна, где заслужил престижную премию Смита, а по окончании колледжа (1880) был избран его членом. В 1883 году Лармор получил степень магистра.
В период 1880—1885 Лармор преподавал физику («натуральную философию») в Королевском колледже в Голуэе. В 1885 году он вернулся в Кембридж преподавателем математики (Лукасовский профессор математики с 1903 года). Летом он всегда возвращался в родную Ирландию. В 1892 году он был избран членом Лондонского королевского общества, работал одним из секретарей общества. В 1910 году он стал почётным членом Эдинбургского королевского общества.
За выдающиеся научные достижения король Эдуард VII в 1909 году возвёл Лармора в рыцарское достоинство.
Лармор был решительно против системы гомруля и выступал за союз Ирландии с Великобританией. В феврале 1911 года он был избран членом парламента от Кембриджского университета от Консервативной партии. Он оставался в парламенте до всеобщих выборов 1922 года, после которых ирландский вопрос был решён.
На период 1914—1916 был избран президентом Лондонского математического общества. В 1920 году Лармор выступал на пленарных заседаниях Международного конгресса математиков в Страсбурге. Он выступал также на двух следующих конгрессах (1924 и 1928 годы).
Никогда не был женат. В 1932 году ушёл в отставку (его сменил Поль Дирак), вернулся в Северную Ирландию и поселился в графстве Даун. Скончался 19 мая 1942 года в Холивуде.

## Научная деятельность

### Преобразования Лоренца
Все механические процессы подчиняются принципу относительности Галилея. Математически это означает, что уравнения механики не меняют свою форму (инвариантны) при галилеевых преобразованиях, Электромагнитные процессы также в основном зависят только от относительного движения заряженных и магнитных тел, однако уравнения Максвелла при галилеевых преобразованиях меняют форму, и это ставит под сомнение принцип относительности.
Первым, кто занялся вопросом, при каких преобразованиях уравнения Максвелла инвариантны, был немецкий физик-теоретик Вольдемар Фогт. В статье 1887 года «Ueber das Doppler’sche Princip» (см. текст в Викитеке) он предложил преобразования (приведены в современных обозначениях):
{\displaystyle x'=x-vt,\quad y'={\frac {y}{\gamma }},\quad z'={\frac {z}{\gamma }},\quad t'=t-x{\frac {v}{c^{2}}},}
где  {\displaystyle \gamma =1/{\sqrt {1-v^{2}/c^{2}}}}. Если правые части формул умножить на {\displaystyle \gamma ,} получится современный вид преобразований.
Лоренц в книге 1892 года независимо предложил свою версию:
{\displaystyle x'=\gamma (x-vt),\quad t'=\gamma ^{2}\left(t-x{\frac {v}{c^{2}}}\right).}
От современного варианта она отличается лишним множителем {\displaystyle \gamma } в формуле для {\displaystyle t'.} Ещё одну модифицированную версию Лоренц предложил в книге 1895 года, с её помощью он объяснил эффект Доплера, аберрацию света и результат опыта Физо.
Лармор опубликовал в 1897 году статью, в которой  привёл преобразования Лоренца в современном виде. С их помощью он объяснил результат опыта Майкельсона — Морли.

### Другие темы
Лармор внёс большой вклад в развитие электронной теории Лоренца. Он заложил основы теории диамагнетизма и парамагнетизма (прецессия Лармора), получившие дальнейшее развитие в трудах Ланжевена и Вейса.
Одним из первых Лармор оценил фундаментальную важность для физики принципа наименьшего действия. Между 1894 и 1897 годами он опубликовал три статьи под одинаковым названием «Динамическая теория электрической и светоносной среды». В этих статьях была представлена его теория электрона.
В 1919 году он предложил модель «самоподдерживающегося динамо» для объяснения существования магнитного поля Земли — модель, действующая и по сей день.
Лармор считал себя частью ирландской научной традиции и участвовал в редактировании посмертных сборников работ ряда ирландских учёных:
- своего друга Джорджа Фитцджеральда, первым предположившего видимое сокращение движущихся тел;
- Джорджа Стокса, своего предшественника на кафедре математики Кембриджского университета;
- Уильяма Томсона (лорда Кельвина).

## Оценки
Друзья дали Лармору краткое описание: «скромный, застенчивый человек, который с трудом заводил близкие дружеские отношения и чьи многочисленные акты щедрости совершались без огласки». Сэр Дарси Томпсон заметил: «У него было немного друзей, но за всю жизнь он не потерял ни одного из них».
Артур Эддингтон писал:

Классическая физика действительно подошла к концу. Из тех, кто всё же сумел добиться существенного прогресса на этом трудном этапе — кто наконец довёл классическую физику до того момента, когда новые методы стали неизбежными — два имени особенно выделяются: Лоренц и Лармор. В их работе было много общего, поэтому иногда трудно оценить их вклад по отдельности. Репутация Лармора, возможно, была в тени репутации Лоренца. Но, по любым оценкам, достижения Лармора высоки; и его место в науке прочно, как того, кто заново зажёг тлеющие угли старой физики, чтобы подготовить появление новой.

## Награды и почести
- (1880) Премия Смита[англ.] от Кембриджского университета
- (1892) Принят в члены Королевского общества.
- (1898) Премия Адамса[англ.] за книгу «Эфир и материя».
- (1903) Лукасовский профессор математики
- (1909) За выдающиеся научные достижения король Эдуард VII возвёл Лармора в рыцарское достоинство.
- (1909) Бейкеровская лекция
- (1912—1914) вице-президент Королевского общества
- (1914) Медаль де Моргана
- (1914—1916) избран президентом Лондонского математического общества
- (1915) Королевская медаль
- (1918) Премия Понселе
- (1921) Медаль Копли

В 1970 году Международный астрономический союз присвоил имя Джозефа Лармора кратеру на обратной стороне Луны.
В честь учёного названы несколько научных терминов.
- Ларморова частота
- Ларморовский радиус
- Ларморовская прецессия
- Нейтронный микроскоп ЛАРМОР[англ.]

## Основные труды
- 1884, «Least action as the fundamental formulation in dynamics and physics», Proceedings of the London Mathematical Society.
- 1887, «On the direct applications of first principles in the theory of partial differential equations», Proceedings of the Royal Society.
- 1891, «On the theory of electrodynamics», Proceedings of the Royal Society.
- 1892, «On the theory of electrodynamics, as affected by the nature of the mechanical stresses in excited dielectrics», Proceedings of the Royal Society.
- 1893-97, «Dynamical Theory of the Electric and Luminiferous Medium», Proceedings of the Royal Society; Philosophical Transactions of the Royal Society. Series of 3 papers containing Larmor’s physical theory of the universe.
- 1896, «The influence of a magnetic field on radiation frequency», Proceedings of the Royal Society.
- 1896, «On the absolute minimum of optical deviation by a prism», Proceedings of the Cambridge Philosophical Society.
- Larmor, J. (1897). A Dynamical Theory of the Electric and Luminiferous Medium. Part III. Relations with Material Media. Philosophical Transactions of the Royal Society A: Mathematical, Physical and Engineering Sciences. 190: 205–493. Bibcode:1897RSPTA.190..205L. doi:10.1098/rsta.1897.0020.
- 1898, «Note on the complete scheme of electrodynamic equations of a moving material medium, and electrostriction», Proceedings of the Royal Society.
- 1898, «On the origin of magneto-optic rotation», Proceedings of the Cambridge Philosophical Society.
- Larmor, J. Aether and Matter. — Cambridge University Press, 1900. (формулы преобразований приведены на стр. 174)
- 1903, «On the electrodynamic and thermal relations of energy of magnetisation», Proceedings of the Royal Society.
- 1904, «On the mathematical expression of the principle of Huygens» (read 8 Jan. 1903), Proceedings of the London Mathematical Society, Ser. 2, vol. 1 (1904), pp. 1-13.
- 1907, «Aether» in Encyclopædia Britannica, 11th ed. London.
- 1908, «William Thomson, Baron Kelvin of Largs. 1824—1907» (Obituary). Proceedings of the Royal Society.
- 1921, «On the mathematical expression of the principle of Huygens — II» (read 13 Nov. 1919), Proceedings of the London Mathematical Society, Ser. 2, vol. 19 (1921), pp. 169-80.
- 1924, «On Editing Newton», Nature.
- 1927, «Newtonian time essential to astronomy», Nature.
- 1929, Mathematical and Physical Papers. Cambridge Univ. Press.[18]
- 1937, (as editor), Origins of Clerk Maxwell’s Electric Ideas as Described in Familiar Letters to William Thomson. Cambridge University Press.[19]